# Arthur Roth (écrivain)
Pour les articles homonymes, voir Arthur Roth et Roth.
Arthur Joseph Roth, né le 3 août 1925, dans le Bronx, à New York, et mort le 5 mars 1993 à Amagansett, à Long Island, est un romancier américain, spécialisé dans la littérature d'enfance et de jeunesse. Sous le pseudonyme de Slater McGurk, il a également publié trois romans policiers.

## Biographie
Né dans le Bronx, il passe une bonne partie de son enfance en Irlande du Nord où s'installent ses parents. Il sert successivement dans l'Irish Republican Army, dans les Forces de Défense irlandaises et, de retour aux États-Unis, dans l'United States Air Force pendant la Seconde Guerre mondiale.  Après la fin du conflit, il obtient un baccalauréat universitaire de l'Université d'Arizona en 1954, puis une maîtrise en science politique de l'Université Columbia.
Il amorce sa carrière d'écrivain par la publication de A Terrible Beauty qui évoque les activités de l'Armée républicaine irlandaise en 1941. Gros succès public et critique, ce roman est adapté au cinéma en 1960 par Tay Garnett sous le titre Les Combattants de la nuit (A Terrible Beauty), avec Robert Mitchum, Richard Harris et Anne Heywood.
Après la parution d'un second roman, What Is The Stars? (1959), dont l'action se déroule aussi en Irlande pendant la Seconde Guerre mondiale, Arthur Roth devient chroniqueur pour la presse et se lance, sous le pseudonyme de Slater McGurk, dans le roman policier. Il fait aussi paraître, à partir de 1961, un grand nombre de romans d'aventures, parfois historiques, appartenant à la littérature d'enfance et de jeunesse. Certains des premiers titres paraissent sous la signature Pete Pomeroy.
Il meurt d'un cancer du foie le 5 mars 1993.

## Œuvre

### Romans
- A Terrible Beauty (1958)
- What Is The Stars? (1959)

### Romans policiers signés Slater McGurk
- The Grand Central Murders (1964) Publié en français sous le titre L'Assassin du vendredi, traduit par Peggy Dailly, Paris, Librairie des Champs-Élysées, coll. « Le Masque » no 896, 1965
- The Copenhague Affair (1965), aussi titré The Denmark Bus
- The Big Dig (1968), réédité ultérieurement sous la signature Arthur J. Roth

### Ouvrages de littérature d'enfance et de jeunesse
- The Shame Of Our Wounds (1961)
- Wipeout! (1968), première édition publiée sous le pseudonyme de Pete Pomeroy
- The Mallory Burn (1971), première édition publiée sous le pseudonyme de Pete Pomeroy
- Crash at Salty Bay (1972), première édition publiée sous le pseudonyme de Pete Pomeroy
- The Iceberg Hermit (1974)
- Forest Fire (1975), en collaboration avec Barney Mara
- Two for Survival (1976)
- The Secret Lover of Elmtree (1976)
- The Strikeout Gang Strikes Again! (1976)
- Black and White Jones (1978)
- Demolition Man (1978)
- Avalanche (1979)
- The Best of From the Scuttlehole (1979)
- The Runaways (1979)
- The Yucky Monster (1979)
- You and Your Bicycle (1979)
- The Caretaker (1980)
- Trapped! (1983)
- Crash Landing! (1983)
- The Castaway (1983)
- Snowbound (1989)

### Autres publications
- The Teen-Age Years: A Medical Guide for Young People (1960)
- Eiger: Wall of Death (1982)
- Great Spy Stories: Nine True Adventures (1982)
- Against Incredible Odds (1983)

## Filmographie
- 1960 : Les Combattants de la nuit (A Terrible Beauty), film américain réalisé par Tay Garnett, d'après le roman A Terrible Beauty, avec Robert Mitchum, Richard Harris et Anne Heywood.

## Sources
- Jacques Baudou et Jean-Jacques Schleret, Le Vrai Visage du Masque, vol. 1, Paris, Futuropolis, 1984, 476 p. (OCLC 311506692), p. 294 (Notice Slater McGurk).